# 豪格
豪格（穆麟德轉寫：Hooge；1609年4月16日—1648年5月4日），爱新觉罗氏，清太宗皇太极的（嫡）长子，生母为皇太极福晋乌喇纳喇氏，順治帝嫡長兄。
父亲皇太极逝世时，豪格与其叔多尔衮争取帝位，双双失利，未能继位，但他在清兵入关征服中国的过程中，战功卓著。顺治三年（1646年），平川陕之战中，豪格射杀大西王张献忠。因与多尔衮有过节，被下狱除爵，在幽禁中自杀。后平反，追谥肃武亲王。

## 生平
万历三十七年三月十三（1609年4月16日）子时出生。他的生母乌拉纳喇氏是父亲皇太极的福晋（妻子）之一，被视为父亲的继室。他是皇太极的第一个儿子，亦是有继承权的嫡子之一。
最初，豪格以随征蒙古诸部的军功授贝勒。天聪六年（1632年）六月，晋封和硕贝勒。崇德元年（1636年），父亲皇太极改国号为清。同年四月，豪格进封和硕肃亲王，掌户部事。
豪格广有战功，因其功勋卓著而不断进封而与叔叔多尔衮不合。皇太极在1643年驾崩后，因未指定继承人，引起了多尔衮和豪格对于帝位的争夺。当时豪格亲掌正蓝旗，而且又有皇太极留下的正黄旗和镶黄旗以及众多大臣们的支持，略优于有正白、镶白两旗以及多铎支持的多尔衮。但是，豪格在关键时刻未能果断行事，在有大臣提出豪格具备继位资格并要求其继位的时候作态自谦“福少德薄”，被多尔衮顺水推舟从而未能入承大统。多尔衮乘機立皇太极九子福临继位，多尔衮为摄政王辅政。此后，豪格虽仍颇多战功，但受多尔衮打压。
顺治元年（1644年）四月初一，豪格的屬下何洛會告发豪格图谋不轨。顺治三年，豪格被命为靖远大将军，西征陕西、四川，豪格在四川西充凤凰山射杀明末流寇领袖张献忠。顺治五年（1648年）二月，豪格班师回京，但因隐瞒其部将冒功及起用罪人之弟的罪名被下狱，革除爵位，幽禁。三月，豪格自杀，年僅四十歲。豪格死后，其福晋为多尔衮所纳。
顺治八年，顺治帝亲政后，为豪格平反，重新封为和硕肃亲王，并立碑。顺治十三年，豪格被追谥为肃武亲王，是清代第一个被追谥的亲王。乾隆四十三年（1778年）正月，配享太庙，八月，入祀盛京贤王祠。
日后《大清高宗纯皇帝实录》也收录乾隆的诏书（.），其中涉及豪格的部分如下——

又诸王中披坚执锐，拓土开疆，共成一统之业者，如礼亲王代善、后改封康亲王；郑亲王济尔哈朗、后改封简亲王；肃亲王豪格、后改封显亲王；克勤郡王岳托、后改封平郡王。当时俱茂着壮猷，克昭骏烈，载在宗盟，今其子孙所袭，均非始封之名，外人不知，妄疑宗藩。当国家缔造时，有大勋劳，而后裔均不得长延带砺，似为阙典，即其本支承家袭庆，以去祖渐远，几忘其先世锡封之由，弗克顾名奋效，所系于宗室子孙者甚重。...朕以为应复其原号，着交军机大臣、会同宗人府，悉心妥议具奏。其余宗室、诸王贝勒等，如有显着功绩，其封爵后经降夺者，除本人身罹重愆，自不当复邀优典。若系承袭之子孙获咎议处者，仅当斥其本身，而不当追贬其祖宗世爵，方为平允，亦着一并会查议奏，再配享太庙。...所有睿亲王、礼亲王、郑亲王、豫亲王、肃亲王、克勤郡王，俱着补置牌位，配享太庙，用以妥功宗而昭渥典。

## 家庭
豪格妻妾众多，据史料记载就有十六人。另有一位福晋博尔济吉特氏是索诺木郡王之女、多尔衮嫡福晋之妹。她在豪格死后，改嫁多尔衮。其姐在1635年嫁予多尔衮时尚且年幼，至多十岁，因此她与侧福晋苔丝娜可能并非一人。

### 妻妾
嫡福晋，哈达那拉氏，哈达部吴尔古代与清太祖第三女莽古济之女。崇德元年，其母获罪后，豪格将她杀死。
继福晋，博尔济吉特氏，名杜勒玛，蒙古科尔沁左翼后旗洪果尔贝勒（亦作栋果尔、伊尔社齐董郭罗公）之女，明安贝勒之孙女。孝端文皇后的堂侄女，孝庄文皇后的堂姐妹。崇德元年七月，嫁给了杀妻不久的豪格，崇德四年十一月册封肃亲王大福晋。子一，第四子富绶。
侧福晋，纳喇氏，赫礼台吉之女。
侧福晋，硕隆武氏，德尔赫礼他布囊之女。
侧福晋，吉尔岳岱氏，布穆祜台吉之女
侧福晋，名苔丝娜，姓氏和母家不详。原为蒙古察哈尔林丹汗的苔丝娜伯奇福晋，简称伯奇福晋。天聪九年（1635年）归顺后金，改嫁豪格。
侧福晋，姓氏出身不详，名舒呼礼，豪格死后，自尽从殉。
庶福晋，宁古塔氏，佐领他克图之女。
庶福晋，西林觉罗氏，男爵宁尔纳之女。
庶福晋，西林觉罗氏，佐领泰尔康之女。
庶福晋，黄氏，朝鲜黄业沁之女。豪格死后，自尽殉葬。
庶妃，姓氏出身不详，名额衣色你。豪格死后，自尽殉葬。未知是否为已知家世的庶福晋、妾。
庶妃，姓氏出身不详，名尼喀齐。豪格死后，自尽殉葬。未知是否为已知家世的庶福晋、妾。
妾，瓜尔佳氏，乐尔赫纳之女。
妾，牛氏，诸尔密之女。
妾，那拉氏，特穆之女。
妾，伊尔根觉罗氏，杭素之女。
妾，王氏，王明之女。

### 子嗣

#### 儿子
豪格共有七子，其中两人被封爵：
1. 齊正額（1634-1677），生母为妾那拉氏，天聪八年生，康熙十六年因罪处死，黜宗室，嫡妻觉特氏，杜达礼之女
2. 固泰，已革辅国将军（1638-1701），母庶福晋黄氏，黄业沁之女，崇德三年生，康熙四十年卒，嫡妻佟佳氏，西伯礼之女；继妻兆佳氏，布占之女；三娶佟佳氏，佟佳氏，佟养正之女；四继妻陈佳氏，陈国泰之女；妾程氏，程达之女；妾潘氏，潘祥之女。七子：长子托克妥海，次子额尔赫，三子苏尔察海，四子福保，五子牛格，六子阿尔赛，七子阿普达哈。
3. 握赫納，辅国将军（1639-1662），母庶福晋黄氏，黄业沁之女，崇德四年生，康熙元年卒，嫡妻伊拉里氏，富喀之女。一子：已革奉国将军武礼。
4. 富綬，继承爵位，改号显亲王（1643-1670），肃武亲王豪格第四子，母继福晋博尔济吉特氏，伊尔社齐董郭罗公之女。顺治八年（1651年）正月，清世祖福临亲政，他为兄长豪格的冤狱昭雪，复封豪格为和硕肃亲王，立碑表扬，由富绶承袭豪格爵位，改号为显亲王。康熙八年（1669年），富绶逝世。朝廷予以谥号“懿”。
5. 猛瓘，豪格第五子，温良郡王（1643-1674），母侧福晋硕隆武氏，他布囊德尔赫礼之女，崇德八年生，康熙十三年卒，嫡福晋科尔沁博尔济吉特氏，多罗郡王奇塔特之女；继福晋瓜尔佳氏，护军参领苏伯赫之女；侧福晋富察氏，图克塞尔之女；庶福晋高氏，高封松之女；妾西岳氏，阿尔乃之女。三子：长子多罗温哀郡王佛永惠，次子多罗贝勒延绶，三子已革多罗贝勒延信。
6. 星保，头等侍卫（1643-1686），母庶福晋宁古塔氏，佐领他克图之女，崇德八年生，康熙二十五年卒，嫡妻赫舍里氏，三等护卫穆淑之女；继妻孔佳氏，孔辅臣之女；妾毕氏，毕鲁子之女。三子：长子三等侍卫玛尔赛，次子玛尔禧，三子阿赛
7. 舒書（1645-1685），母妾伊尔根觉罗氏，杭素之女，顺治二年生，康熙二十四年卒，嫡妻觉特氏，社达礼之女。七子：长子玛尔泰，次子雅尔乃，三子扎乃，四子舒鲁，五子伊什塔，六子颜韶，七子赛尔楞。

#### 女儿
長女，天聰五年八月十九日亥時生，母妾瓜爾佳氏，葉爾赫納之女，順治五年三月，下嫁兆佳氏達世賢，康熙三十一年三月卒。
次女郡君，崇德元年九月初一日丑時生，母側福晉碩隆武氏，德爾赫禮他布囊之女，順治七年三月，下嫁博爾濟吉特氏諾爾布，郡君康熙十九年十月卒。
三女，崇德三年四月二十六日寅時生，母側福晉納喇氏，赫禮台吉之女，順治三年正月卒。
四女，崇德三年七月二十四日卯時生，母妾王氏，王明之女，順治七年八月，下嫁馬佳氏英錫布，康熙六年七月卒。
五女郡主，崇德三年八月初一日寅時生，母側福晉碩隆武氏，德爾赫禮他布囊之女，順治七年八月，下嫁瓜爾佳氏豪善，郡主順治九年六月卒。
六女，崇德三年十月十四日丑時生，母妾牛氏，諸爾密之女，順治八年八月，下嫁馬佳氏孫諸，康熙三十二年十一月卒。
七女郡君，崇德六年七月十六日丑時生，母庶福晉黃氏，朝鮮黃業沁之女，順治十六年九月，下嫁耿精忠，初封郡主，康熙二十二年三月降爲郡君，郡君康熙四十二年五月卒。
八女，崇德六年十月初一日巳時生，母庶福晉西林覺羅氏，男爵寧爾納之女，順治十六年正月，下嫁納喇氏阿哈布，康熙四十二年二月卒。
九女，順治元年九月二十五日亥時生，母庶福晉西林覺羅氏，男爵寧爾納之女，順治十五年二月，下嫁赫舍里氏博磊，順治十八年正月卒。
十女，順治三年五月十二日子時生，母妾牛氏，諸爾密之女，康熙二年十月，下嫁伊爾根覺羅氏察璧，康熙十六年六月卒。
十一女，順治三年九月十四日巳時生，母庶福晉西林覺羅氏，佐領泰爾康之女，康熙元年五月，下嫁御史張問政，康熙三十一年十一月卒。

## 延伸阅读
[在维基数据编辑]
 《清史稿/卷219》，出自趙爾巽《清史稿》